# Jean de Thoisy
Monseigneur Jean de Thoisy, né vers 1350, mort le 2 juin 1433 à Lille, est un évêque bourguignon du XVe siècle. Il est l'un des conseillers du roi de France, Charles VI ainsi que du duc de Bourgogne Jean sans Peur, puis de son fils, Philippe le Bon dont il a été auparavant le précepteur. Il est chancelier du duché de Bourgogne à partir de 1420.
Sa devise est : video meliora proboque, deteriora nec sequar.

## Contexte historique
La vie et la carrière de Jean de Thoisy, issu de la noblesse bourguignonne, se situent dans le contexte historique de la guerre de Cent Ans opposant de 1337 à 1453 le royaume d'Angleterre et le royaume de France. La dynastie des Plantagenêts revendique le trône de France et s'oppose à la dynastie directe des Valois. Cette guerre sera cruellement doublée d'une guerre civile, la guerre civile entre Armagnacs et Bourguignons qui s'achèvera par le Traité d'Arras (1435).
Le duché de Bourgogne est l'apanage de la branche cadette de Valois : les ducs de Bourgogne rendent un hommage lige au roi de France. Ils revendiquent, non seulement leur indépendance, mais également leur participation au gouvernement de la France en tant que cadets, héritiers et cousins de la dynastie royale de Valois. Cette revendication va prendre toute son ampleur lorsque le duc de Bourgogne participe au conseil de Charles VI à Paris et y fait nommer une majorité relative de conseillers bourguignons, dont fait partie Jean de Thoisy.
Le roi de France, atteint de folie par intermittences, est incapable de gouverner. Le frère cadet du roi, le duc Louis Ier d'Orléans et son cousin Jean sans Peur s'affrontent au conseil royal pour assumer le pouvoir . En 1407, Jean sans Peur fait assassiner le duc d'Orléans et revendique haut et fort cet assassinat en demandant au célèbre théologien Jean Petit de justifier son geste. La guerre entre les Armagnacs et les Bourguignons est déclenchée.
Jean sans Peur sera, à son tour, assassiné 12 ans plus tard, en 1419 à Montereau, lors d'une entrevue de paix avec le dauphin, futur Charles VII. Son fils Philippe le Bon, pour venger la mort de son père, va s'aventurer dans une lutte sans merci contre le dauphin, que les chroniqueurs désignent sous le sobriquet de « petit roi de Bourges » : Il va s'allier  avec le roi Charles VI et avec le roi d'Angleterre Henri V pour éliminer le dauphin de la succession du royaume de France et lui substituer le roi d'Angleterre, en concoctant - avec l'aide du chancelier de Bourgogne, monseigneur Jean de Thoisy - le traité de Troyes qui sera conclu le 21 mai 1420.
La biographie de Jean de Thoisy se situe donc dans cette époque troublée où les principaux responsables bourguignons sont impliqués dans les intrigues et les luttes familiales entre les branches françaises, anglaises et bourguignonnes descendantes directes ou indirectes de la dynastie de Valois.

## Biographie

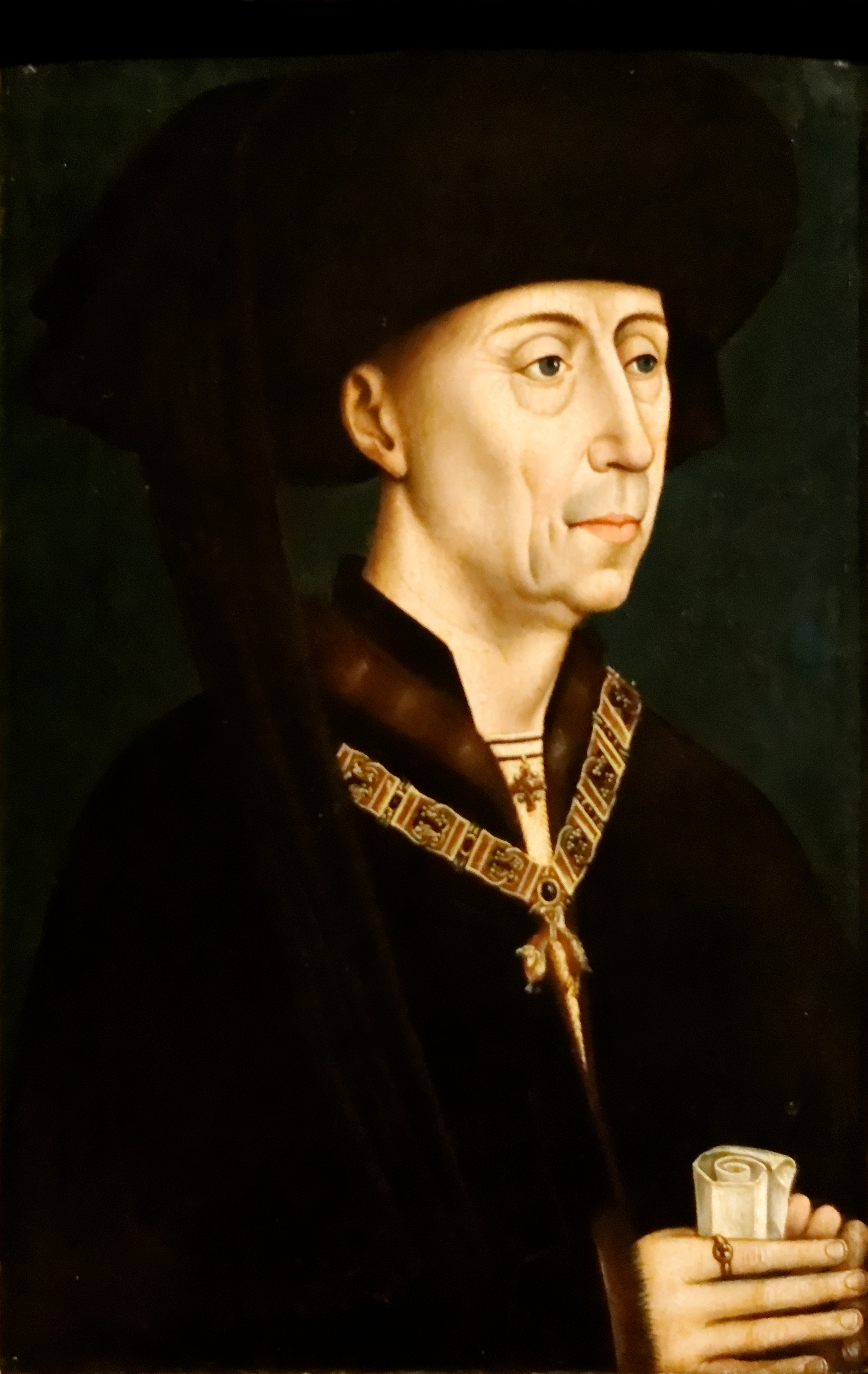
Philippe le Bon

Jean de Thoisy est issu de l'ancienne famille de noblesse bourguignonne des Thoisy-Cipierre, aujourd'hui Thoisy-la-Berchère, près de Saulieu.
Jean de Thoisy est ordonné prêtre et licencié en droit. Il a d'abord été doyen de Laon en 1399, proviseur de Sorbonne, chanoine de Notre-Dame de Paris, archidiacre d'Arras, conseiller du roi Charles VI et du duc de Bourgogne, Jean sans Peur.
- 1407 - Au printemps de 1407, le duc Jean sans Peur envoie Jean de Thoisy à Paris, pour négocier une Trêve générale sur mer conjointement entre le duché de Bourgogne et les royaumes de France et d'Angleterre, afin de parfaire le 4e traité de Calais du 30 novembre 1406. Mais une longue crise de démence du roi Charles VI l'empêcha de traiter cette affaire.

Le 25 septembre 1407, Monseigneur Jean Canard, évêque d'Arras, ancien chanoine de Notre-Dame de Paris et membre du conseil du roi Charles VI, le désigne comme exécuteur testamentaire. Il est mentionné sur le testament du prélat comme archidiacre d'Ostrevant en l'église d'Arras.
- 1409 - En 1409, à la suite de la mort de Michel de Creney, Jean de Thoisy est élu évêque d'Auxerre [1]. Son élection est confirmée par le pape le 13 novembre 1409.

- 1410 - Jean de Thoisy prend possession de son siège par l'intermédiaire de son procureur, Jean d’Harcourt, archidiacre du Vexin français dans l’église de Rouen, le 22 janvier 1410.

Le 10 juillet suivant, il se présente en personne à Auxerre, accompagné de son frère Godefroy de Thoisy doyen d’Autun. Il ne fixe pas sa résidence à Auxerre. Il y laisse, pour vicaire général et official, Pierre Charbet, et se retire dans l'hôtel des évêques d'Auxerre à Paris. Il donna un canonicat à Auxerre à son parent, Henri de Thoisy.
Le 17 septembre 1410, Jean de Thoisy résigne son évêché. Il est remplacé par Philippe des Essarts et devient évêque de Tournai, peut-être par permutation avec ce dernier. Il lui faudra attendre trois ans pour se rendre dans son nouvel évêché.
- 1411 - Jean de Thoisy, délégué par le duc de Bourgogne, est membre du conseil du roi, Charles VI. Il fait partie des conseillers royaux délégués  en Auvergne vers le duc de Berry. Ce dernier, oncle du roi, joue le rôle d'arbitre dans la querelle entre Jean sans Peur et Charles d'Orléans : ce dernier entend, en effet, venger le mort de son père, le duc Louis Ier d'Orléans assassiné en 1407. Mais Charles d'Orléans refuse tout compromis tant que le roi n'aurait pas chassé de son conseil et de sa cour un groupe de personnages, tous jurés ou pensionnaires et alliés du duc de Bourgogne, parmi lesquels Monseigneur de Thoisy est cité en tête de liste[2].

- 1413 - Jean de Thoisy  participe, parmi dix autres membres, gens d'Église et de l'Université, nobles, représentants des villes et officiers royaux, à la Commission de Réforme, émanation des états généraux, destinée à l'amélioration de l'administration du royaume de France. Un texte de deux cent cinquante-huit articles répartis en onze titres en résulta et fut promulgué par un lit de Justice présidé par le roi dans deux séances, les 26 et 27 mai 1413 [3].

À la suite de la révolte des Cabochiens, alliés aux Bourguignons à Paris, les princes de la Maison de Valois vont réagir. Au mois de juillet 1413, les princes Charles d'Orléans, Philippe d'Orléans, Louis d'Anjou, Jean Ier de Bourbon et Jean d'Alençon, en contact avec le dauphin Louis de Guyenne, rassemblent des troupes afin de libérer Paris de l'occupation des forces favorables au duc de Bourgogne. Ce dernier envoie Mgr de Thoisy à la tête d'une ambassade pour négocier avec les représentants des princes une trêve qui sera conclue à Pontoise le 31 juillet 1413. La paix de Pontoise permet notamment la libération des otages des Cabochiens .
- 1414 - La justification du tyrannicide par Jean Petit. Le 22 janvier 1414, se réunit une assemblée au cloître de la collégiale Saint-Pierre de Lille, en présence de Jean de Thoisy, évêque de Tournai et de nombreux ecclésiastiques et théologiens. Cette assemblée a pour mission d'appuyer le texte du plaidoyer de Jean Petit destinée à justifier l'assassinat en 1407 du duc Louis Ier d'Orléans par Jean sans Peur. Mais la thèse de Jean Petit, intitulée La Justification, fait l'objet d'une condamnation par le tribunal inquisitorial de Paris en février 1414 et Jean sans Peur décide d'en appeler en cour de Rome.

- 1415 - La paix d'Arras. Mgr de Thoisy est chargé par Jean sans Peur d'une mission difficile: Négocier avec la cour de France les questions restées en suspens qui résultaient de la paix d'Arras du 4 septembre 1414. Les articles qui en découlaient devaient entraîner une trêve dans la guerre civile entre les Armagnacs et les Bourguignons. Mais la condition sine qua non de cette trêve reposait sur le bannissement des partisans du duc de Bourgogne qui s'étaient compromis à Paris dans le coup de force de Caboche de 1413 et sur la confiscation de leurs biens ! À Senlis la délégation bourguignonne essuie un refus formel de la part du roi Charles VI d'abroger les clauses de bannissement. Jean de Thoisy adresse au roi une lettre de protestation et obtient des lettres royales d'abolition publiées le 13 août 1415. Seules 45 personnes sur 500 étaient exclues de cette abolition.

- Territoires contrôlés par Henri V

1429
Territoires contrôlés par Henri
Territoires contrôlés par le duc de Bourgogne
Territoires contrôlés par le dauphin Charles
Principales batailles
- Raid anglais de 1415
- Itinéraire de Jeanne d'Arc vers Reims en 1429

- 1419 - Assassinat de Jean sans Peur. Le dimanche 10 septembre 1419, Jean de Bourgogne est assassiné à Montereau lors d'une entrevue de paix avec le dauphin de France.

C'est Jean de Thoisy, évêque de Tournai, qui est chargé de prévenir Philippe, comte de Charolais,(futur duc Philippe-le-Bon), fils aîné du duc Jean-sans-Peur, de l'assassinat de son père sur le pont de Montereau le 11 septembre 1419 : « Monseigneur vostre père, le noble duc, que maudite en soit l'heure que constraint suis de le dire ! est mort tué et murtry piteusement à Montereau, présent royale progénie monseigneur le daulphin ».
Jean de Thoisy est fait chancelier par lettres patentes du 7 décembre 1419 du nouveau duc de Bourgogne, Philippe le Bon, dont il fut autrefois le précepteur au palais ducal de Dijon. Il remplace Jean de Saulx. Il sera à son tour remplacé par Nicolas Rolin en 1422 et devra assurer l'intermittence de son poste pendant les missions extérieures de son remplaçant.

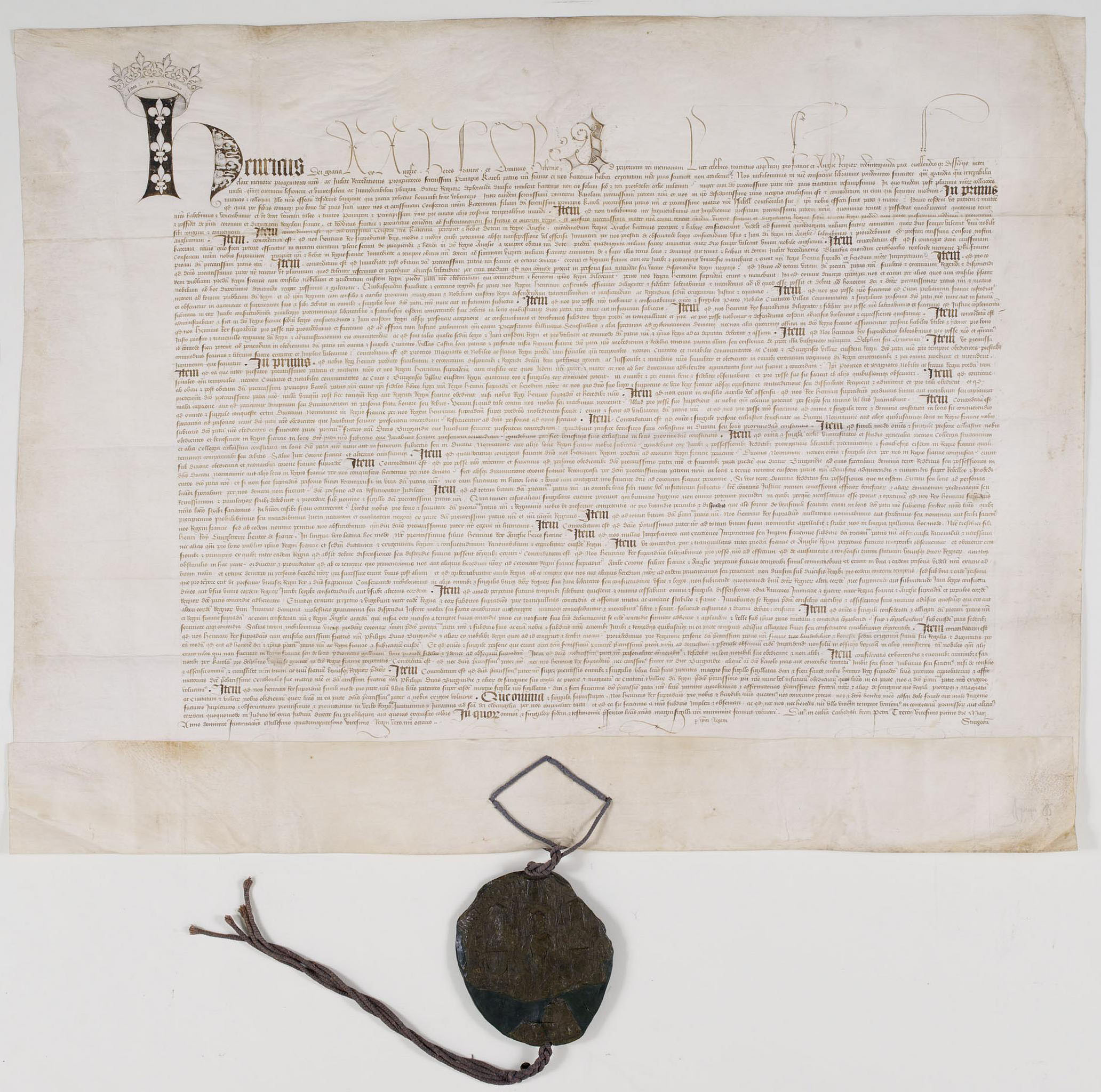
Ratification du traité de Troyes conclu entre Henri V et Charles VI. Acte rédigé en latin, daté du 21 mai 1420, à la cathédrale Saint-Pierre de Troyes. Archives nationales AE/III/254

- 1420- Le traité de Troyes: En mai 1420, le tout nouveau chancelier de Bourgogne, Jean de Thoisy, joue un rôle essentiel dans la préparation et la négociation du traité de Troyes où il démontre toutes ses qualités de juriste. Le duc Philippe le Bon, bien décidé à venger la mort de son père, Jean sans Peur, obtient par la voie diplomatique l'élimination pure et simple du dauphin Charles, de la succession du trône de France. Le roi Charles VI est atteint de folie, à tel point qu'il déshérite son fils au profit du roi d'Angleterre, Henri V et de ses héritiers ad vitam aeternam. Par l'effet de l'abrogation de la loi salique, le roi d'Angleterre, en épousant Catherine de Valois, sœur du dauphin, devient l'héritier légitimé du trône de France, avec la complicité du duc de Bourgogne. Le dauphin Charles refuse le traité et se proclame roi de France à la mort de son père, en 1422, sous le nom de Charles VII. Il devra recouvrer son royaume, les armes à la main, et il sera consacré à Reims en 1429, en présence de Jeanne d'Arc[6].

Le 2 juin 1420, dimanche de la Trinité, en l'église de Saint-Jean de Troyes, est célébré le mariage d'Henry V et de Catherine de Valois, en présence de monseigneur de Thoisy et de nombreux seigneurs de haut rang.
Le 23 juin 1420 a lieu la translation de la dépouille de Jean sans Peur de Montereau à Dijon. Il est inhumé dans la chartreuse de Champmol. Un chevaucheur avait été envoyé par Philippe le Bon pour hâtivement porter lettre close à la duchesse Marguerite, sa mère et à Jean de Thoisy, son chancelier, afin qu'ils vinssent au devant du corps de feu mon dit seigneur le duc que l'on menait par delà. Monseigneur de Thoisy rejoint le convoi funèbre à Cravant. Le 12 juillet 1420, à Dijon, devant une nombreuse assistance, trois hautes messes furent chantées, selon l'usage : la première était une messe de Notre-Dame que célébra Jean de Thoisy, évêque de Tournai, la deuxième, du Saint-Esprit célébrée par Hugues des Orges  évêque de Chalon, la troisième de requiem, par Thibaud de Rougemont, archevêque de Besançon.
Jean de Thoisy obtient du pape Martin V en 1420, plain domaine sur la chapelle de Saint-Vincent, bâtie dans son palais épiscopal de Tournai. Il fait don à sa cathédrale d'une statue en argent de la Sainte-Vierge.
- 1421-1423 - Les habitants de Tournai se soulèvent contre les autorités fidèles au duc de Bourgogne et s'emparent du pouvoir.

En effet, Tournai est parmi les villes qui se refusent à reconnaître la validité du traité de Troyes, qui écarte le dauphin Charles du trône. La ville est divisée en deux partis. D'un côté, les patriciens qui veulent préserver leurs intérêts commerciaux et ne pas heurter le duc de Bourgogne, allié du roi d'Angleterre et dont les territoires encerclent Tournai de toutes parts. De l'autre, les métiers, qui entendent rester fidèles au dauphin Charles, héritier légitime de la maison de Valois. Cette dernière position l'emporte et les Tournaisiens persistent dans cette attitude en 1422. Lorsque, à l'occasion du renouvellement du traité de bon voisinage qui le lie à la ville, le duc de Bourgogne propose à Tournai une clause de neutralité à laquelle les patriciens sont favorables, les tensions à l'intérieur de la ville sont à leur comble. Le 8 juin 1423, les métiers font une révolution démocratique qui modifie les institutions de la ville.
Monseigneur Jean de Thoisy vieillissant, resté fidèle au duc de Bourgogne, se retire à Lille
- 1430 - Le 7 janvier 1430, monseigneur Jean de Thoisy célèbre à L'Écluse, le troisième mariage de Philippe le Bon, avec Isabelle de Portugal. Leur troisième fils devint duc de Bourgogne sous le nom de Charles le Téméraire.

- 1433 - Jean de Thoisy qui s'est retiré à Lille, meurt le 2 juin 1433 à un âge très avancé. Jean d'Harcourt, évêque d'Amiens, lui succède en tant qu’évêque de Tournai et Jean Chevrot en tant que chef du conseil ducal.